# Гречі
Гречі, Ґречі (італ. Greci) — муніципалітет в Італії, у регіоні Кампанія, провінція Авелліно.
Гречі розташоване на відстані близько 240 км на схід від Рима, 90 км на північний схід від Неаполя, 50 км на північний схід від Авелліно.
Населення — 709 осіб (2014).
Щорічний фестиваль відбувається 25 серпня. Покровитель — святий Варфоломій Apostolo.

## Демографія
Населення за роками:

Станом на 1 січня 2023 року в муніципалітеті офіційно проживало 30 іноземців з 6 країн, серед них 5 громадян України.

## Сусідні муніципалітети
- Аріано-Ірпіно
- Кастельфранко-ін-Міскано
- Фаето
- Монтагуто
- Орсара-ді-Пулья
- Савіньяно-Ірпіно